# Консенсусна послідовність Козак
Консенсусна послідовність Козак (англ. Kozak consensus sequence) — специфічна послідовність нуклеотидів близько СТАРТ-кодону у складі молекули мРНК еукаріотів. Вона є важливою для ініціації трансляції. Консенсусна послідовність була вперше описана Мерилін Козак (англ. Marilyn Kozak) у 1986 році.

## Роль в трансляції

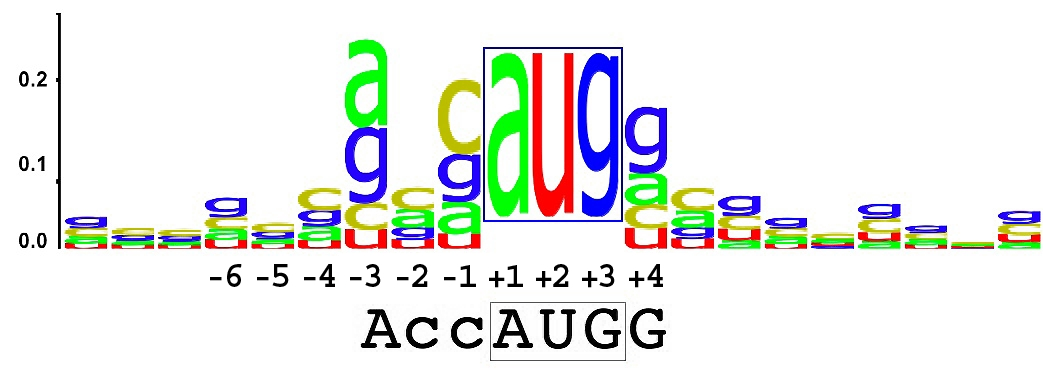
Показано найконсервативніші нуклеотиди навколо СТАРТ-кодону в структурі різних мРНК людини.

У еукаріотів старт-сайтом трансляції зазвичай, але не завжди, є перший кодон AUG, в залежності від нуклеотидного контексту навколо нього. Консенсусна послідовність Козак, яка грає важливу роль в ініціації трансляції у еукаріотів, включає чотири-шість нуклеотидів, що передують СТАРТ-кодону, і один-два нуклеотиди безпосередньо після СТАРТ-кодону. У ссавців оптимальний контекст має вигляд gccRccaugG; у дводольних рослин оптимальним контекстом є a(A/C)aaaugGc, у однодольних рослин aRccaugGc, де кодон AUG виділений курсивом, а найважливіші нуклеотиди в позиціях -3 +4 (+1 відповідає А в кодоні AUG) показано великими літерами; R — пуриновий нуклеотид (аденіновий або гуаніновий). Пуринові нуклеотиди в позиціях -3 +4 вважаються найважливішими як у рослин, так і у ссавців, але деякі дані вказують на те, що позиції -1 і -2 можуть бути також важливими у рослин. У дріжджів нуклеотидний контекст менш важливий для розпізнавання СТАРТ-кодону, і його єдиною характеристикою є пуриновий нуклеотид в позиції -3. Наявність зазначених нуклеотидів, тобто оптимальний нуклеотидний контекст кодону AUG, корелює з високим рівнем синтезу білка з відповідної мРНК in vivo і є характеристикою так званої «сильної» (ефективно ініціації трансляцію) послідовності Козак. Інші варіанти послідовностей Козак є «слабкими». Ген Lmx1b [Архівовано 27 жовтня 2020 у Wayback Machine.] є прикладом гена зі слабкою послідовністю Козак.. У деяких випадках нуклеотид G в положенні -6 може також грати важливу роль в ініціації трансляції.
Послідовність Козак не є сайтом зв'язування рибосоми (англ. ribosomal binding site, RBS), на відміну від прокаріотичної послідовності Шайна-Дальгарно. Показано, що у ссавців в дискримінації між кодонами AUG в оптимальному і неоптимальному контекстах бере участь еукаріотичний фактор ініціації трансляції 1 (eIF1). На основі експериментальних даних передбачається, що за впізнавання ініціаторним комплексом 43S пуринового нуклеотиду в позиції -3 відповідає взаємодія цього нуклеотиду з альфа-субодиницею eIF2, а за впізнавання пурину в позиції +4, можливо, є відповідальною його взаємодія з нуклеотидами А1818-А1819 в спіралі 44 18S рРНК.

## Мутації
Дослідження показали, що мутація G→C в положенні -6 гена β-глобіну людини порушує біосинтез білка. Дана мутація була першою виявленої мутацією в послідовності Козак. Дана мутація була виявлена у членів сім'ї, що проживає на південному сході Італії.

## Відмінності в консенсусних послідовностях
```
(gcc)gccRccAUGG
       AGNNAUGN
        ANNAUGG
        ACCAUGG
     GACACCAUGG
```

| Організм                               | Таксон         | Консенсусна послідовність |
| -------------------------------------- | -------------- | ------------------------- |
| Хребетні                               |                | gccRccATGG                |
| Плодові мушки (Drosophila spp.)        | Членистоногі   | cAAaATG                   |
| Дріжджі (Saccharomyces cerevisiae)     | Аскоміцети     | aAaAaAATGTCt              |
| Слизовик (Dictyostelium discoideum)    | Амебоподібні   | aaaAAAATGRna              |
| Інфузорії                              | Інфузорії      | nTaAAAATGRct              |
| Малярійний плазмодій (Plasmodium spp.) | Апікомплексні  | taaAAAATGAan              |
| Токсоплазма (Toxoplasma gondii)        | Апікомплексні  | gncAaaATGg                |
| Трипаносоми                            | Кінетопластиди | nnnAnnATGnC               |
| Рослини                                |                | AACAATGGC                 |